# 11ぴきのねこ
『11ぴきのねこ』は、馬場のぼるが著作した絵本シリーズ、またそのシリーズの第1作のタイトル。第1作は、11ぴきのねこたちが力を合わせ怪魚を捕まえる物語。かわいらしい絵と意外なストーリー展開が特徴。シリーズ全般に子ども向けでありながら、11ぴきいることによる集団心理、団結することによる効果、「とらねこたいしょう」によるリーダーシップなどが描かれている。2020年9月時点でシリーズ累計発行部数は451万部を記録している。
1967年に『11ぴきのねこ』がこぐま社より刊行され、翌年第15回サンケイ児童出版文化賞を受賞した。以後6作にわたって『11ぴきのねこ（と）〜』の題名で出版された。『11ぴきのねことあほうどり』は文藝春秋漫画賞、『11ぴきのねこ マラソン大会』はボローニャ国際児童図書展エルバ賞を受賞している。
1980年と1986年にはアニメ映画化もされている。アニメ映画のリバイバル上映は一切ないが、カートゥーン ネットワークなどで放送されたことがある。

## シリーズ作品
1. 11ぴきのねこ （1967年）
2. 11ぴきのねことあほうどり （1972年）
3. 11ぴきのねことぶた （1976年）
4. 11ぴきのねこ ふくろのなか （1982年）
5. 11ぴきのねことへんなねこ （1989年）
6. 11ぴきのねこ マラソン大会 （1992年、絵巻えほん）
7. 11ぴきのねこ どろんこ （1996年）

他に『11ぴきのねこ かるた』（1994年、かるた）など。

## 『11ぴきのねこ』（第1作）

### あらすじ
あるところに11匹の野良猫たちがいた。猫たちはいつも空腹で、食べ物を探し回っていた。ある日、猫たちがいつものように道端に落ちていた魚を奪い合っていると、通りすがりの「じいさんねこ」に湖に巨大な魚がいることを教えられる。猫たちは魚を捕らえて腹いっぱい食べるために、湖に行くことにする。やがて筏を作って湖に赴いた猫たちは、中にあった島に小屋を立て、魚が現れるのを来る日も来る日も待つ。
3日後、突然巨大魚が湖から飛び出す。連日今か今かと待ちわびていた猫たちは一斉に飛びかかるも、その怪力の前に歯が立たず撃退されてしまう。負傷した猫たちは今度こそ捕らえるべく、体を鍛えたり、作戦会議を開く。
数日後の昼、猫たちは魚が昔覚えた「ねんねこさっしゃれ」を歌っているのを目撃する。やがてある晩、魚がお気に入りの島で休んでいるところに猫たちが現れ、魚を囲んで歌う。魚がいびきをかいて寝静まったところに全員で飛びかかり、ついに猫たちは魚を捕まえることに成功する。
猫たちのリーダーである「とらねこたいしょう」は「仲間に見せるまで食べないこと」と告げ、猫たちは「たいりょうぶし」と「ねんねこさっしゃれ」を歌いながら帰途につく。しかし夜が明けたころ、そこには骨だけとなった魚の姿があった。猫たちは誘惑に耐えきれず、たぬきのような腹になるまで魚を食べてしまったのだった。

### 備考
- 作中に「ねんねこさっしゃれ」という歌が登場するが、版元のこぐま社は「中国地方の子守唄」ではないかとしている[2]。

## 登場キャラクター（シリーズ）
作中に登場する猫たちは、いずれも人間と同じ2足歩行をしている。
とらねこたいしょう
11匹のねこのリーダー。
白体色に水色の縞模様(初期は薄紫色の縞模様)がある。「諸君（しょくん）！」と他の10匹のねこを呼ぶ、みんなのまとめ役で常に列の先頭に立つ。
アニメ映画のオープニングや一部のグッズでは、黄色で黒の虎縞模様だった。
ねこたち（10匹）
とらねこたいしょうの部下、お供のねこたち。色は初期は薄紫色、後に水色。
顔も姿も他のねことそっくりだが、全員それぞれが兄弟でも家族でもないらしい。大将とは出会った時から、仲間だった。
同一かは不明だが、原作の裏表紙にいつも1匹だけ別行動をしているねこがいる。
映画では一人一人、声や性格が異なっており、その内の一匹は鼻が良く効く。
『あほうどり』ではメンバーの一匹が3羽目の娘あほうどりと恋に落ちた。
市長
ネコの町の市長。黄色でめがねをかけている。11匹の猫たちが町を騒がしくしてばかりいるあまりに、苦情の手紙が住民から届き、11匹のいたずらに怒ることもある。映画『あほうどり』では、当初は猫たちのコロッケに感動して彼らに賞を与えようとするが、後に住民たち同様コロッケに嫌気がさし、掌を返すように態度を変え、彼らがあほうどりの島に行くと聞いた際に喜ぶなど、市長として難ありな部分もある。
警察署長
ネコの警察官。色はグレー。いつも市長に怒られてばかりだが、市長同様に11匹の猫たちのいたずらに手を焼いており、その11匹に対して「これ以上周りに迷惑をかけたら解散だ!」と怒鳴り散らす。映画『あほうどり』では市長同様、当初は猫たちを高く評価するが、コロッケに食べ飽き、コロッケを死刑にしようとしたり、猫たちが旅に出ると聞くと大喜びするなど、都合の良い性格である。
ヒゲ長じいさん
その名の通り、ヒゲの長い老人ネコ。11匹に巨大魚のありかを教える。しかし、町の皆や市長達は信じようとはしない。原作では長老ねこがありかを教える。
巨大魚（きょだいぎょ）
クジラぐらいの大きさの魚。湖の小島で寝息を立てて寝っころがるので、肺魚の一種と思われる。
原作では真向からねこたちが巨大魚に挑むも敗北してしまうが、アニメ映画での特技は子守唄で、歌に誘い込まれたねこたちを食おうとする。
弱点も子守唄でねこたちに捕らわれ、水辺にたどり着くうちに食べられてしまう。
ネコの魚屋さん
魚屋で働く職人。11匹のネコに魚を盗み食い（厳密にはねこたちを追いかけようとしてネコの魚屋が落とした魚を11匹が食べた）されたことで警察署長に抗議する。
あほうどり
アホウドリ島からやってきたあほうどり。10羽のきょうだいがいる。
数字が3までしか数えられず、猫たちから出された6個のコロッケを「3が2つ」と数えていた。
ねこの作るコロッケが大好物で、映画では11ぴきのねこに勧められ、店のコロッケを全部平らげるほどの食いしん坊である。
コロッケに飽きてしまったねこたちに「鳥の丸焼き」を想像させられ、食べられそうになるが、最後まで気づくことはなかった。
アニメ映画では先述の3までしか数えられない面と、どこか抜けているところがある面が強調され、山猫に食べられそうになっても慌てる様子がなかったり、猫たちの代わりにコロッケを作ろうとして上手く行かず失敗ばかりする。
山猫たち
あほうどりを誘拐して捕われにした悪い猫たち。アニメ映画のみ登場。
ジャンボあほうどり（11羽目）
ねこのコロッケ屋に尋ねた小さいほうのあほうどりの、一番上のお兄さん。他の10羽のあほうどりより明らかに大きく、「11わあっ」と勢いよく出て来る巨大あほうどり。
あまりの巨大さに、最初ねこたちは「あほうどりのオバケだ」と驚いて逃げ出してしまうが、ねこたちの気球を咥えて「コロッケお願いしまぁす」と阻止する。
実際はとても人が良く、面倒見がいい鳥で、映画ではたくさんのコロッケをご馳走してくれた礼に11ぴきのねこたちを空の散歩に連れて行ったり、島の料理をご馳走する。
豚
伯父が住んでいた家を探していた、豚の青年。のんびりとした性格。
既に訪れていたねこたちに「11ぴきのねこの家」に変えられてしまう。ねこたちに自分の家になるはずなのに「ここは我々の家だ」と追い返されるが気にせず、周辺に新しい家を建てるも、手伝ったねこたちに新しい家までも占領されてしまう。結局、自身は伯父の家に住むことになるも、猫たちの建てた家は耐震性が無かった上に台風が来ることを知っていながらその前に急いで建てるという痛恨の計画ミスにより、猫たちは襲来した台風により家ごと空の彼方へ吹き飛ばされてしまい、結果的に彼は難を逃れた。
ウヒアハ
「ウヒアハ、ウヒアハ」と笑う、巨大な怪物。罠を仕掛けて袋に入ったねこたちを持ち帰り、城でこき使うが、逆に彼らの考えた罠にはまり、城から突き落とされた。
へんなねこ
ねこたちとは少々雰囲気が違い、模様が水玉で黒い長靴を履いている変なねこ。実は宇宙から来たねこで、魚釣りが得意。
模様の色は普段は水色だが、気分によって色がピンク色や黄色に変わる。ねこたちを「いいひと」と呼んでいる。とらねこたいしょうからは「みずたまくん」と呼ばれる。
当のねこたちは家の形をした宇宙船に乗り込んで宇宙へ旅立とうとするが、へんなねこが扱う星の花火に夢中になり、食料の魚を宇宙船に置き忘れたため、へんなねこは魚をプレゼントされたと勘違いしたまま、呆気にとられたねこたちをよそに宇宙へと旅立つ。
きょうりゅう
泥沼に入るのが好きな、オレンジ色の恐竜。ねこたちに「ジャブ」と名付けられる。「ウホー」が口癖。
崖から落ちて困っていたところをねこたちに救われ、仲良くなる。猫たちを背中に載せて楽しませるも、必ずといっていいほど泥沼に入る。
ある日、ねこたちに山からりんごを持ってきてプレゼントする。しかし、代わりにねこたちが食べようとしていた魚と勝手に交換して持っていったため、ねこたちを怒らせてしまい、大量の石を落とされるお仕置きを受ける羽目になった。
後に成長し、ピンク色の子供を3匹連れている。

## テレビ放送
1969年に井上ひさしの脚色で人形劇がつくられ、NHKで放送された。
- 操演：劇団プーク
- 出演：熊倉一雄、若山弦蔵

## 戯曲
井上ひさし作により何度か舞台化が行われた。馬場のぼるの原作のイメージをこえ、井上戯曲独特の世界がつくりあげられている。

### テアトル・エコー版
1971年と1973年には劇団テアトル・エコーにて2幕もののミュージカルになった。
スタッフ
- 制作：明石誠
- 作：井上ひさし[6][7]
- 演出：熊倉一雄[6][7]
- 音楽[6][7]：宇野誠一郎
- 振付：藤村俊二、砂川啓介
- 美術：孫福剛久
- 照明：岩崎令児
- 衣装：キノトール
- 舞台監督：池水通洋
- 宣伝・美術：馬場のぼる

出演
- にゃん太郎：熊倉一雄[6][7]、小暮省三[7]
- にゃん次：峰恵研[7]、梶哲也[7]
- にゃん蔵：二見忠男[7]、阪脩[7]
- にゃん四郎：池水通洋[7]、藤井敏夫[7]
- にゃん吾：菅原一高[7]、曽我部和行[7]
- にゃん六：林一夫[7]
- にゃん七：山下啓介[7]、松村正弘[7]
- にゃん八：安原義人[7]、倉口佳三[7]
- にゃん九：持田篤[7]
- にゃん十：鈴木利秋[7]
- にゃん十一：山田康雄[7][8]、吉田奉正[7]
- にゃん作：沖恂一郎[7]

### こまつ座版
1989年には『決定版 十一ぴきのネコ』が劇団こまつ座によってミュージカル上演された。テアトル・エコー版とエンディングが異なる。
- 作：井上ひさし
- 演出：高瀬久男、木村光一

その後、2012年と2015年には再演も行われた。ただし、エンディングはテアトル・エコー版を使用。
- 作：井上ひさし
- 演出：長塚圭史

### ドラマティック・カンパニー版
2005年にはドラマティック・カンパニーによって演出・振付を柴本浩行、演出補を中尾隆聖が担当したミュージカル上演された。後日、劇中歌がCDとして発売されている。演出に関俊彦などが担当して研修生による公演も2010年と2015年に行われた。戯曲の作者は他同様に井上ひさし。

### その他
1980年代には青島広志により合唱版が制作された。

## 劇場アニメ

### 11ぴきのねこ
1980年7月19日に公開されたグループ・タック製作による映画。（同時上映：イギリス映画『かわうそタルカの冒険』）
スタッフ
- 製作：グループ・タック
- 企画・制作：田代敦巳、古川博三
- 演出：藤本四郎
- アニメーション監督：前田庸生
- 脚色：鈴木良武
- 文芸協力：松本茂雄
- 音楽：小室等
- チーフアニメーター：上口照人
- 美術：青木稔
- 音響：田代敦巳
- 撮影：森山一
- 編集：古川雅士
- 作詞：佐藤信
- 音響効果：柏原満
- 制作主任：藤田健
- プロデューサー：宇田川東樹
- 制作協力：ヘラルドエンタープライズ、京都映画センター
- 協力：こぐま社、CBSソニー、テアトルエコー

声の出演
- トラネコ大将：郷ひろみ
- 市長：納谷悟朗
- 警察署長：二見忠男
- ヒゲ長じいさん：槐柳二
- ネコA、巨大魚：阪脩
- ネコB：池水通洋
- ネコC：沢りつお
- ネコD：山下啓介
- ネコE：八代駿
- ネコF：牧野和子
- ネコG：丸山裕子
- ネコH：林一夫
- ネコI：曽我部和恭
- ネコJ：安西正弘
- 町のネコA：倉口佳三
- 町のネコB：伊沢弘
- 町のネコC：永井寛孝
- 町のネコD：山口滋樹

主題歌
- OPテーマ「裸足のあいつ」（作曲 - 小室等、作詞 - 佐藤信、歌 - 北原裕）

### 11ぴきのねことあほうどり
上記映画の続編。1986年上映。